# Луи-Сезар, граф дьо Вексан
Луи-Сезар, граф дьо Вексан (на френски: Louis César, comte de Vexin; * 20 юни 1672, † 10 януари 1683) е извънбрачен син на Луи ХІV и неговата метреса мадам дьо Монтеспан.

## Живот
Той е втори син от незаконната връзка и получава името на Гай Юлий Цезар. Има двама братя – по-големият Луи-Огюст, херцог дю Мен и по-малкият Луи-Александър, граф дьо Тулуз.
Като повечето си братя и сестри, той попада под грижите на мадам Скарон, бъдещата маркиза дьо Ментнон и почти не вижда майка си. За разлика от нея, кралят често идва при децата, тъй като има само едно оцеляло дете от законния си брак – Великият дофин Луи. Гувернантката има определени предпочитания към Луи-Огюст, не толкова към останалите деца. През декември 1673 г., със съгласието на Парижкия парламент кралят озаконява трите си деца от Монтеспан и им дава титли. Луи-Сезар става граф на Вексан.
Детето се ражда с изкривен гръбнак и не може да стои с равни рамене (същия дефект има и сестра му Франсоаз-Мари Мадмоазел  дьо Блоа макар и не толкова сериозно изразен).Луи ХІV, който го обожава, решава, че това е знак на съдбата заради незаконната връзка с майка му и предлага като изкупление да го направи абат на катедралата Сен Дени – традиционното погребално място на френските крале. Дворцовите лекари са помолени да го изцелят, но суровите им методи само влошават здравето на Луи-Сезар. След 1675 г. шансовете за успех приключват и на всички е ясно, че той няма да стане пълноценен човек. През 1678 г. едва не умира, след като лежи няколко седмици. Когато майка му изпада в немилост и напуска двора (1680), взема детето със себе си в замъка Клани.
Луи-Сезар умира през 1683 г., когато още няма навършени 11 години.